# Кубок світу з біатлону 2019—2020 — етап 3
Третій етап Кубка світу з біатлону 2019—20 відбувався в Ансі, Франція, з 20 листопада по 23 грудня 2019 року. До програми етапу було включено 6 гонок:  спринт, переслідування   та мас-старти у чоловіків і жінок.

## Чоловіки
| Гонка:                 | Золото:                      | Час               | Срібло:                   | Час               | Бронза:                           | Час               |
| Спринт 10 км           | Бенедікт Долль Німеччина     | 23:22.1 (0+0)     | Тар'єй Бо Норвегія        | 23:31.5 (0+0)     | Кантен Фійон Майє Франція         | 23:33.4 (0+0)     |
| Переслідування 12,5 км | Йоганнес Тінгнес Бо Норвегія | 30:07.8 (1+0+0+0) | Кантен Фійон Майє Франція | 30:29.8 (0+0+0+0) | Ветле Шостад Крістіансен Норвегія | 31:07.8 (0+0+1+0) |
| Мас-старт 15 км        | Йоганнес Тінгнес Бо Норвегія | 41:36.3 (0+0+1+0) | Емільєн Жаклен Франція    | 42:18.4 (0+0+1+0) | Тар'єй Бо Норвегія                | 42:28.1 (0+0+0+1) |

## Жінки
| Гонка:               | Золото:                | Час               | Срібло:                             | Час               | Бронза:                | Час               |
| Спринт 7,5 км        | Тіріль Екгофф Норвегія | 20:27.0 (1+0)     | Жустін Бреза Франція                | 20:33.2 (0+0)     | Маркета Давідова Чехія | 20:47.5 (0+0)     |
| Переслідування 10 км | Тіріль Екгофф Норвегія | 29:41,6 (1+0+1+0) | Інгрід-Ланнмарк Тандреволл Норвегія | 30:19.7 (1+0+1+0) | Лена Гекі Швейцарія    | 30:27.6 (0+1+1+0) |
| Мас-старт 12,5 км    | Тіріль Екгофф Норвегія | 38:52,8 (0+1+0+1) | Доротея Вірер Італія                | 40:17.7 (1+0+1+0) | Лінн Перссон Швеція    | 40:17.9 (1+0+0+0) |

## Досягнення
Найкращі особисті результати в кар'єрі
| - Бенедікт Долль (GER), 1-е місце в спринті - Емільєн Жаклен (FRA), 2-е місце в мас-старті - Йоганнес Дале (NOR), 6-е місце в спринті - Філіпп Горн (GER), 11-е місце в переслідуванні - Якуб Штвртецькі (CZE), 16-е місце в спринті - Микита Поршнєв (RUS), 18-е місце в мас-старті - Рок Тршан (SLO), 25-е місце в переслідуванні - Микита Лобастов (BLR), 28-е місце в переслідуванні - Роберт Гельдна (EST), 92-е місце в спринті - Райдо Ренкель (EST), 97-е місце в спринті | - Лена Гекі (SUI), 3-є місце в переслідуванні - Лінн Перссон (SWE), 3-є місце в мас-старті - Каролін Оффігстад Кноттен (NOR), 13-е місце в переслідуванні - Дарія Блашко (UKR), 17-е місце в переслідуванні - Текла Брун-Лі (NOR), 18-е місце в мас-старті - Аїта Гаспарін (SUI), 18-е місце в переслідуванні - Яніна Геттіх (GER), 23-е місце в спринті - Чу Юаньмен (CHN), 32-е місце в переслідуванні - Маріон Дайгентеш (GER), 46-е місце в переслідуванні |